# Castillo Almodóvar del Río
Castillo Almodóvar del Río är ett slott i Spanien.   Det ligger i provinsen Province of Córdoba och regionen Andalusien, i den södra delen av landet, 300 km söder om huvudstaden Madrid. Castillo Almodóvar del Río ligger 218 meter över havet.
Terrängen runt Castillo Almodóvar del Río är platt åt sydväst, men åt nordost är den kuperad. Castillo Almodóvar del Río ligger uppe på en höjd. Runt Castillo Almodóvar del Río är det ganska tätbefolkat, med 93 invånare per kvadratkilometer. Närmaste större samhälle är Almodóvar del Río, 0,44 km nordost om Castillo Almodóvar del Río. Trakten runt Castillo Almodóvar del Río består till största delen av jordbruksmark.